# Selección femenina de fútbol sub-17 de Bélgica
La selección femenina de fútbol sub-17 de Bélgica es el equipo representativo de dicho país en las competiciones oficiales. Su organización está a cargo de la Real Federación Belga de Fútbol, miembro de la UEFA y la FIFA.

## Estadísticas

### Copa Mundial de Fútbol Femenino Sub-17
| Año   | Fase            | Posición        | PJ              | PG              | PE              | PP              | GF              | GC              |
| ----- | --------------- | --------------- | --------------- | --------------- | --------------- | --------------- | --------------- | --------------- |
| 2008  | No se clasificó | No se clasificó | No se clasificó | No se clasificó | No se clasificó | No se clasificó | No se clasificó | No se clasificó |
| 2010  | No se clasificó | No se clasificó | No se clasificó | No se clasificó | No se clasificó | No se clasificó | No se clasificó | No se clasificó |
| 2012  | No se clasificó | No se clasificó | No se clasificó | No se clasificó | No se clasificó | No se clasificó | No se clasificó | No se clasificó |
| 2014  | No se clasificó | No se clasificó | No se clasificó | No se clasificó | No se clasificó | No se clasificó | No se clasificó | No se clasificó |
| 2016  | No se clasificó | No se clasificó | No se clasificó | No se clasificó | No se clasificó | No se clasificó | No se clasificó | No se clasificó |
| 2018  | No se clasificó | No se clasificó | No se clasificó | No se clasificó | No se clasificó | No se clasificó | No se clasificó | No se clasificó |
| 2022  | No se clasificó | No se clasificó | No se clasificó | No se clasificó | No se clasificó | No se clasificó | No se clasificó | No se clasificó |
| 2024  | Por definir     | Por definir     | Por definir     | Por definir     | Por definir     | Por definir     | Por definir     | Por definir     |
| Total | 0/7             | 0               | 0               | 0               | 0               | 0               | 0               | 0               |

### Campeonato Europeo Femenino Sub-17 de la UEFA
| Año   | Fase            | Posición        | PJ              | PG              | PE              | PP              | GF              | GC              |
| ----- | --------------- | --------------- | --------------- | --------------- | --------------- | --------------- | --------------- | --------------- |
| 2008  | No se clasificó | No se clasificó | No se clasificó | No se clasificó | No se clasificó | No se clasificó | No se clasificó | No se clasificó |
| 2009  | No se clasificó | No se clasificó | No se clasificó | No se clasificó | No se clasificó | No se clasificó | No se clasificó | No se clasificó |
| 2010  | No se clasificó | No se clasificó | No se clasificó | No se clasificó | No se clasificó | No se clasificó | No se clasificó | No se clasificó |
| 2011  | No se clasificó | No se clasificó | No se clasificó | No se clasificó | No se clasificó | No se clasificó | No se clasificó | No se clasificó |
| 2012  | No se clasificó | No se clasificó | No se clasificó | No se clasificó | No se clasificó | No se clasificó | No se clasificó | No se clasificó |
| 2013  | Semifinal       | 4.º             | 2               | 0               | 0               | 2               | 1               | 7               |
| 2014  | No se clasificó | No se clasificó | No se clasificó | No se clasificó | No se clasificó | No se clasificó | No se clasificó | No se clasificó |
| 2015  | No se clasificó | No se clasificó | No se clasificó | No se clasificó | No se clasificó | No se clasificó | No se clasificó | No se clasificó |
| 2016  | No se clasificó | No se clasificó | No se clasificó | No se clasificó | No se clasificó | No se clasificó | No se clasificó | No se clasificó |
| 2017  | No se clasificó | No se clasificó | No se clasificó | No se clasificó | No se clasificó | No se clasificó | No se clasificó | No se clasificó |
| 2018  | No se clasificó | No se clasificó | No se clasificó | No se clasificó | No se clasificó | No se clasificó | No se clasificó | No se clasificó |
| 2019  | No se clasificó | No se clasificó | No se clasificó | No se clasificó | No se clasificó | No se clasificó | No se clasificó | No se clasificó |
| 2022  | No se clasificó | No se clasificó | No se clasificó | No se clasificó | No se clasificó | No se clasificó | No se clasificó | No se clasificó |
| 2023  | No se clasificó | No se clasificó | No se clasificó | No se clasificó | No se clasificó | No se clasificó | No se clasificó | No se clasificó |
| 2024  | Por disputarse  | Por disputarse  | Por disputarse  | Por disputarse  | Por disputarse  | Por disputarse  | Por disputarse  | Por disputarse  |
| 2025  | Por disputarse  | Por disputarse  | Por disputarse  | Por disputarse  | Por disputarse  | Por disputarse  | Por disputarse  | Por disputarse  |
| Total | 1/14            | -               | 2               | 0               | 0               | 2               | 1               | 7               |